# 永山基準
- 永山則夫 > 永山則夫連続射殺事件 > 永山基準
- 日本における死刑 > 永山基準

永山基準（ながやまきじゅん、Nagayama Criteria）は、日本の刑事裁判において死刑を選択する際の量刑判断基準。
1983年（昭和58年）7月8日に最高裁判所第一小法廷（大橋進裁判長）が連続射殺事件（1968年発生）の加害者である被告人・永山則夫（事件当時19歳少年）に対し、控訴審（東京高等裁判所）の無期懲役判決を破棄して審理を東京高裁へ差し戻す判決（第一次上告審判決・以下「本判決」）を言い渡した際に提示した傍論が由来で、日本の最高裁判所が初めて詳細に明示した死刑適用基準である。
本基準は必ずしも他の判決に対し拘束力を持つ判例ではないが、後に死刑適用の是非が争点となる刑事裁判でたびたび引用され、広く影響を与えている。

## 概要
本判決において、最高裁第二小法廷は基準として以下の9項目を提示し「それぞれの項目を総合的に考察したとき、刑事責任が極めて重大で、罪と罰の均衡や犯罪予防の観点からもやむを得ない場合には死刑の選択も許される」とする傍論を判示した。
1. 犯罪の性質[3]
2. 犯行の動機[3]
3. 犯行態様（特に殺害方法の執拗性、残虐性）[3]
  - なお本判決では明示されていないが、3. の1つとして「犯行の計画性」も考慮すべき事情とされている[5]。当初から被害者の殺害まで計画していた（計画性が高い）事件の場合、当初は被害者の殺害までは計画していなかった（計画性が低い）事件より死刑が適用される可能性が高いとされる[6]。
4. 結果の重大性（特に殺害された被害者の数）[3]
5. 遺族の被害感情[3]
6. 社会的影響[3]
7. 犯人の年齢[3]
8. 前科[3]
9. 犯行後の情状[3]

本判決は「基準」という言葉そのものは明示しておらず、それぞれの項目では具体的な数値は示されていない。しかし、その後に行われた死刑事件の刑事裁判では本判決の「各論」と比較・検討して結論を出し、判決理由にて9項目を掲げた「総論」の表現を引用する手法が多く取られている。特に被害者数について、同判決は「結果の重大性ことに殺害された被害者の数」と強調した上で被害者数に言及しているため、その後は被害者数が1人の場合は大半で懲役刑が選択され、「一般的には被害者数が1人なら無期懲役以下、3人以上なら死刑。2人が無期懲役と死刑のボーダーライン」という量刑相場が形成されていった。
その一方で光市母子殺害事件（1999年に発生）の最高裁による差し戻し判決（2006年）では犯行時の被告人の年齢を重視せず、「やむを得ない場合のみ死刑適用が許される」と判示した本判決とは逆に「犯罪の客観的側面が悪質な場合は、特に酌量すべき事情がない限り死刑を選択するほかない」と判示している（後述）。このことから「同判決により、死刑適用基準の解釈に新たな変化がもたらされた」とする識者の見解・判例評釈もある。

## 前史
被告人・永山則夫は1968年（昭和43年）10月 - 11月にかけて東京都・京都府・北海道・愛知県の4都道府県で相次いで男性警備員など4人を射殺するなどしたとして殺人罪（2件）・強盗殺人罪（2件）などの罪に問われ、1979年（昭和54年）7月10日に東京地方裁判所刑事第5部（蓑原茂廣裁判長）で死刑判決を受けた。一方、永山裁判当時は世界的に死刑廃止の潮流が広まっていた。また日本国内でも死刑判決の宣告数が減少傾向にあったほか、冤罪が問題になり、死刑存廃論議が高まっていた。
永山および弁護団が判決を不服として東京高等裁判所へ控訴したところ、東京高裁第2刑事部（船田三雄裁判長）は1981年（昭和56年）8月21日、犯行時の年齢・幼少期の貧困・第一審判決後の反省の情など、永山にとって有利な情状を評価し、死刑判決を破棄して無期懲役判決を言い渡した。この時、東京高裁 (1981) は判決理由で以下のように判示している。
同判決は死刑について極めて限定的な解釈を示したもので、死刑廃止運動に弾みをつけるものとなったが、検察は「死刑制度の存在に目を覆ってその宣告を回避したもので、運用面での死刑廃止論に等しい」と反発した。結果、東京高等検察庁は以下の理由から同年9月4日付で、判例違反および甚だしい量刑不当を理由に最高裁へ上告した。
- 永山以前に4人への（強盗）殺人罪に問われた被告人が死刑に処されなかった前例はなく、同種の事件で死刑が確定している者と比較して不公平である[18]。
- 控訴審判決が示した「死刑を選択する際は、その事件についてどの裁判所が審理しても死刑を選択するだろう程度の情状がある場合に限られるべき」との見解は、最高裁が1948年（昭和23年）に示した死刑合憲判例に違反する[20]。
- 控訴審判決が被告人（永山）に有利な情状として示した永山の精神的未熟度、福祉政策の貧困、被害者遺族への慰謝などについて納得できない点がある[19]。

この上告は最高裁に対し、死刑適用の基準を示すことを迫る形となった。上告審における審理の結果、最高裁第二小法廷は戦後の刑事裁判で初めて被告人に不利益な方向で控訴審判決を破棄し、審理を高裁に差し戻す判決を言い渡したが、その際に「犯罪・刑罰のバランスや犯罪防止の見地から極刑がやむを得ないときは、死刑の宣告が認められる」として、前述の9項目を提示した。ただし、その内容は最高裁が初めて明示したとはいえ、従来から刑事裁判においてすべての裁判官が量刑選択に当たり留意している量刑の判断基準のうち、一部を羅列したにすぎなかった。また、村野薫 (2006) は「本判決は『残虐性』『遺族の被害感情』『犯行後の情状』など、客観化しづらい抽象的な要件をいかに評定へ取り込むかについては言及されていなかった。また、比較的客観化しやすい要件である『被害者の数』『犯人の年齢』についても、『それぞれの要素が全体の量刑に与える比重』『被告人に不利な評価と有利な評価とのバランスの取り方』など、『罪責が誠に重大（＝死刑選択もやむなし）』か否かを考察するために必要とされる点についても言及されていなかった」と指摘している。
なお永山は差し戻し後の控訴審の結果、1987年（昭和62年）3月18日に東京高裁第3刑事部（石田穣一裁判長）で控訴棄却判決（第一審・東京地裁の死刑判決を支持する判決）を受け上告したが、1990年（平成2年）4月17日に最高裁第三小法廷（安岡満彦裁判長）にて上告を棄却する第二次上告審判決を受けたことで死刑が確定。この第二次上告審判決も本判決が示した死刑選択基準を追認する形となった。そして永山は法務大臣・松浦功の死刑執行命令により、1997年（平成9年）8月1日に収監先・東京拘置所で死刑を執行されている。

## 殺害された被害者の数
本判決以前から、死刑適用の可否が争われる刑事裁判では殺害された被害者の数が重要視されていた。これは刑法上、最も重要な法益は生命であり、これが現実に侵害された個数が多い＝刑事責任が重いと考えられるためである。
村野薫 (1990) が死刑事件・無期刑事件の量刑比率（「死刑：無期刑」）について調査したところ、以下のような結果が算出されている（グラフの赤い部分■が死刑事件の割合を示す）。
- 1949年（昭和24年）1月 - 1950年（昭和25年）9月の間（1年9か月間）に判決が確定した死刑事件（84件）・無期刑事件（67件）の場合[29]
  - 被害者1人の場合42 / 100
  - 被害者2人以上の場合78 / 100
- 1975年（昭和50年）1月 - 1978年（昭和53年）3月の間（3年3か月間）に判決が確定した死刑事件（34件）・無期刑事件（134件）の場合[29]
  - 被害者1人の場合7 / 100
  - 被害者2人以上の場合69 / 100

戦後の混乱期には、単純な1人殺害に止まる者でも死刑とされた例があるが、裁判所はその後、死刑判決を抑制するようになり、極めて慎重に言い渡すようになった。特に、1965年（昭和40年）以降は死刑適用が相当抑制されるようになり、東京高検の上告後に本事件の調査を担当した稲田輝明（最高裁判所調査官）も、過去の重大事件における死刑と無期懲役の量刑の境界について調査し、「強盗殺人罪の場合、全体的に被害者が1人の場合は無期懲役以下、複数であれば死刑が適用される傾向にある」と結論付けている。また、永山の死刑が確定した第二次上告審判決（1990年）に関与した園部逸夫（最高裁判所裁判官）は、『読売新聞』社会部記者からの取材に対し、「永山基準は、裁判官が死刑選択に当たって自分を納得させるための『てこ』となる基準を求めていた中で生まれた。9項目のうち、『ことに』という表現が用いられた『殺害方法の執拗性・残虐性』『被害者の数』が重視されたが、その後は下級審の裁判官の間で『被害者が1人の場合、よほどの事情がなければ死刑にできない』という空気が生まれたことは否定できない」と述べている。
最高裁司法研修所は2012年（平成24年）7月23日、『裁判員裁判における量刑評議の在り方について』と題した研究報告書をまとめた（『司法研究報告書』第63輯第3号として刊行、同年10月に法曹会から発売）。同報告書によれば、1980年度（昭和55年度） - 2009年度（平成21年度）に死刑か無期懲役が確定した死刑求刑事件346件・被告人346人（死刑193件・無期懲役153件）について分析したところ、殺人の場合は174人中93人の、強盗殺人の場合は172人中100人の被告人について死刑が確定していた。また、死亡した被害者数と死刑適用の比率について分析したところ、以下のような結果が出た。
| 死亡した被害者数 | 求刑合計                              | 死刑宣告数                                                                                         | 無期刑宣告数                                                                                      |
| ---------------- | ------------------------------------- | -------------------------------------------------------------------------------------------------- | ------------------------------------------------------------------------------------------------- |
| 1人              | 100件 - 殺人 - 48件 - 強盗殺人 - 52件 | 32人32 / 100 (32%) - 殺人 - 18人 (38％)18 / 48 (38%) - 強盗殺人 - 14人14 / 52 (27%)                | 68人68 / 100 (68%) - 殺人 - 30人30 / 48 (63%) - 強盗殺人 - 38人 38 / 52 (73%)                     |
| 2人              | 164件 - 殺人 - 65件 - 強盗殺人 - 99件 | 96人 (59％)96 / 164 (59%) - 殺人 - 31人 (48％)31 / 65 (48%) - 強盗殺人 - 65人 (66％)65 / 99 (66%)  | 68人 (41％)68 / 164 (41%) - 殺人 - 34人 (52％)34 / 65 (52%) - 強盗殺人 - 34人 (34％)34 / 99 (34%) |
| 3人以上          | 82件 - 殺人 - 61件 - 強盗殺人 - 21件  | 65人 (79％)65 / 82 (79%) - 殺人 - 44人 (72％)44 / 61 (72%) - 強盗殺人 - 21件 (100％)21 / 21 (100%) | 17人 (21％)17 / 82 (21%) - 殺人 - 17人 (21％)17 / 61 (28%) - 強盗殺人 - 0人 (0％)0 / 21 (0%)      |

- ※主文が2個以上の場合[注 11]、死刑求刑の個数を人数として計上している[40]。
- ※死亡被害者2人以上の強盗殺人の被害者の中には殺人による被害者を含む場合がある[41]。
- ※人の死亡の結果を伴う放火や、強盗強姦致死で死刑が求刑された場合は、それぞれ殺人罪・強盗殺人罪として扱っている[40]。

以上のように、被害者数と死刑判決との間には強い相関関係があり、死刑宣告に当たっての最も大きな要素は被害者数であると報告されている。概ね「被害者に落ち度がなく、複数の被害者を殺害した事件の場合は原則的に死刑である」とされるが、以下のような例外もある［以下（事件発生年 / 殺害人数）と表記］。

### 被害者3人以上で死刑が回避された事例
司法研修所 (2012) によれば、1980年度 - 2009年度に判決が確定した被害者3人以上の死刑求刑事件（全82件）のうち、無期懲役が確定した事例は17件（すべて殺人事件）。強盗殺人罪に問われた21件はいずれも死刑が確定していたが、報告書発行後（2015年）に発生した熊谷連続殺人事件（6人殺害）では2020年に、被告人の心神耗弱を理由に無期懲役が確定している。
| 分類                                           | 件数 | 主な事件 （2009年以前に確定）                                                                                                  | 主な事件 （2009年以降に確定） | 備考 |
| ---------------------------------------------- | ---- | --- | --- | --- |
| 心神耗弱で責任能力に問題があった殺人           | 7件  | - 新宿西口バス放火事件 （1980年 / 6人） - 深川通り魔殺人事件 （1981年 / 4人） - 西成区覚醒剤中毒者7人殺傷事件 （1982年 / 4人） | - 淡路島5人殺害事件 （2015年） - 熊谷連続殺人事件 （2015年 / 6人） | 裁判所が死刑を選択したが、被告人が犯行時に心神耗弱であったことを理由に量刑を無期懲役へ減軽した事例。 心神喪失により無罪になった殺人事件（被害者3人以上）として、青森県新和村一家7人殺害事件（1953年）、神戸市北区5人殺傷事件（2017年7月16日発生。3人殺害。2023年10月11日に無罪確定）がある。 |
| 男女関係・家庭内の軋轢が原因の殺人             | 5件  | - 杉並一家放火殺人事件 （1986年 / 4人） - つくば妻子殺害事件 （1994年 / 3人）                                                  | - 中津川一家6人殺傷事件 （2005年 / 5人） - 無理心中事件について情状酌量し、無期懲役を適用した事例。5人が殺害された事件で、被告人の完全責任能力が認定されたにも拘らず死刑が回避された判決は異例である。 | 司法研修所 (2012) によれば、5件のうち3人は男女関係に起因する動機から同一機会に3人以上を殺害した事件で、残り2件（杉並・つくば両事件）は家庭内の軋轢から、（ほぼ）同一機会に3人以上の親族を殺害した事件。 親族間の殺人事件では3人以上が殺害された事件でも、無理心中や被害者の落ち度を認定したり、犯行の計画性を否定したりして死刑を回避する傾向が目立つ。これらについて、司法研修所 (2012) は「社会的にみた場合の犯意の単一性、家庭内という限られた人間関係のもとでの犯行などを考慮したものと思われる。」と推測しているほか、森炎は「『死のうと思いつめて死にきれなかった者を死刑にすることはない』という考え方や、『死刑にすれば、法の名のもとで一家心中させたことになる』という考えにより、裁判所は無理心中事件への死刑適用を回避している」と指摘している。 親族間殺人で死刑を適用された例外的な事例として、岩手県種市町妻子5人殺害事件（1989年）がある。 |
| 共犯事件で、犯行への関与の程度が低い殺人       | 4件  | - 中村昇：オウム真理教事件 - 架空請求詐欺仲間割れ殺人事件 （2004年 / 4人死亡）：従犯の男                                       | - 北九州監禁殺人事件 （2002年に発覚 / 6人殺害・1人死亡）：従犯の女 - 長野市一家3人殺害事件 （2010年）：従犯の男                                                                                        | 共犯事件で無期懲役とされた被害者3人以上の殺人6件のうち、5件は3人以上の共犯者による犯行。死刑回避の理由としては以下のような事情が挙げられる。 - 他の共犯者との刑の均衡 - 犯行への寄与への度合いの相違 - 首謀者が圧倒的な影響力を持っていたこと - 暴力団組織同士の抗争に端を発する犯行で、被害者側に落ち度があったこと |
| 殺意が確定的でなく、未必の故意にとどまった事例 |      | | - テレクラ放火殺人事件 （2000年 / 4人）：首謀者2人 | 未必の殺意による放火事件（3人以上死亡）でも死刑が確定した事例（昭和郷アパート放火事件・館山市一家4人放火殺人事件など）があるため、森炎は「本人の内面を重視した場合は無期懲役、結果の重大性を重視した場合は死刑が選択される傾向にある」と指摘している。 |

また、地下鉄サリン事件（1995年：オウム真理教事件）の実行犯（サリン散布役）の1人である林郁夫は、自身がサリンを散布した車両で2人を死亡させた（事件全体では計12人が死亡）。本来ならば死刑を求刑されてもおかしくない事例だったが、自首を有利な情状と認定した検察側が死刑求刑を見送り、求刑通り無期懲役判決が確定した。

### 被害者2人の場合
殺害された被害者が2人の事件の場合、計画性が高くなかったり、「主犯ではない」と認定されたりした場合に死刑が回避される傾向が目立っている。また、日本弁護士連合会 (2011) は「異なる機会に2人を殺害した場合には、殺害を繰り返したということで、死刑判断になりやすいが、同じ機会に2人を殺害した場合には無期懲役判断になったものが多い」と報告している（例：名古屋アベック殺人事件）。
| 被害者2人で死刑が確定した事例 計96件（1980年 - 2009年）                                               | 件数  |
| --- | ----- |
| （被害者の殺害を）当初から意図した強盗殺人                                                            | 41件  |
| 生命保険金目的の殺人                                                                                  | 6件   |
| （被害者の殺害を）当初から意図していないが、 殺害方法が残虐だったり、強姦・放火を伴ったりした強盗殺人 | 5件   |
| 無期懲役で仮釈放中の殺人・強盗殺人                                                                    | 4件   |
| わいせつ目的誘拐殺人                                                                                  | 2件   |
| 身代金目的誘拐殺人・無差別殺人                                                                        | 各1件 |

| 被害者2人で無期懲役が確定した事例 計68件（1980年 - 2009年） | 件数  |
| ----------------------------------------------------------- | ----- |
| 高度な計画性を伴わない殺人                                  | 20件  |
| 計画性がない強盗殺人、主犯ではない強盗殺人                  | 各9件 |
| 被害者との関係に同情すべき事情がある強盗殺人                | 5件   |
| 利欲目的だが、犯行までに相当悩んでいたり、残虐性が薄い殺人  | 2件   |

### 被害者1人で死刑が確定した事例
一方で1人死亡の事件の場合は、本判決で「永山基準」が示されて以降、死刑回避の傾向が強まっている。「永山基準」以降、被害者1人の殺人事件で死刑が確定した死刑囚の人数は（2008年2月 / 三島女子短大生焼殺事件の加害者の死刑が確定する直前時点で）24人だが、以下のような事情がある場合に限られている。
- 過去に別の事件で無期懲役に処されたにも拘らず、その仮釈放中に再び殺人（および強盗殺人）事件を起こした事例[5]
- 高度な計画性を有する事件[注 10][5] - 身代金およびわいせつ目的の誘拐殺人・保険金殺人など[108]（後述）。
- 被害者への性犯罪の既遂、特段の残虐性などが重視された事例[109] - 奈良小1女児殺害事件・三島女子短大生焼殺事件など

本判決以降、下級審では特に被害者1人の事件への死刑適用に慎重な傾向が強まり、1993年（平成5年）12月 - 1998年（平成10年）3月まで、死刑確定が1件もない期間が続いた。この流れに危機感を抱いた検察側が、1997年（平成9年） - 1998年にかけて「連続上告」に踏み切ったところ、最高裁は「被害者が1人でも極刑がやむを得ない場合はある」と判示（後述）。2000年（平成12年）以降は犯罪被害者保護法・犯罪被害者等基本法の制定など、被害者・遺族重視の傾向が強まり、被害者1人の事件で死刑が確定する例も散見されるようになった。
「国民の常識を刑事裁判に反映させる」との趣旨から、（2009年に）裁判員制度が導入されて以降は、殺害された被害者が1人の事件では（2017年までに）計4件で、（いずれも裁判員裁判により）被告人に死刑判決が言い渡されたが、被告人が控訴を取り下げて確定した1事件（岡山元同僚女性バラバラ殺人事件）を除き、いずれも控訴審（職業裁判官のみの審理）では死刑判決が破棄され、無期懲役が言い渡されている（後述）。
以下、太字は最高裁が死刑判決を是認したケースである。
| 分類                                          | 件数           | 事例                                   | 概説 | 備考 |
| --------------------------------------------- | -------------- | -------------------------------------- | --- | --- |
| 無期懲役で仮釈放中の 殺人・強盗殺人           | 10件           | 東京都北区幼女殺害事件（1979年）       | 3歳女児にわいせつ行為を行った上で殺害したほか、別に5歳女児への強制わいせつ1件の余罪あり。少年時から幼女への強姦未遂を含むわいせつ行為を繰り返し、7歳女児への強姦殺人で無期懲役に処された。 | 1980年 - 2009年に判決が確定した事件のうち、この場合に該当する死刑求刑事件は計10件（殺人・強盗殺人とも各5件）あるが、すべて死刑が確定している。 |
| 無期懲役で仮釈放中の 殺人・強盗殺人           | 10件           | 福岡県直方市強盗殺人事件（1980年）     | 仮出所1年後から窃盗を繰り返し、強盗致傷（被害者への大きな後遺症）など多数の余罪があった。 | 1980年 - 2009年に判決が確定した事件のうち、この場合に該当する死刑求刑事件は計10件（殺人・強盗殺人とも各5件）あるが、すべて死刑が確定している。 |
| 無期懲役で仮釈放中の 殺人・強盗殺人           | 10件           | 福島女性飲食店経営者殺害事件（1990年） | 一審で死刑判決を受け、控訴せず確定。 | 1980年 - 2009年に判決が確定した事件のうち、この場合に該当する死刑求刑事件は計10件（殺人・強盗殺人とも各5件）あるが、すべて死刑が確定している。 |
| 無期懲役で仮釈放中の 殺人・強盗殺人           | 10件           | 福山市独居老婦人殺害事件（1992年）     | 第一審・控訴審における判決は無期懲役だったが、最高裁は1999年に検察官の上告を容れて破棄差戻し。差戻後の控訴審で死刑が言い渡され、2007年に確定（詳細な経緯は#1999年の節を参照）。 | 1980年 - 2009年に判決が確定した事件のうち、この場合に該当する死刑求刑事件は計10件（殺人・強盗殺人とも各5件）あるが、すべて死刑が確定している。 |
| 無期懲役で仮釈放中の 殺人・強盗殺人           | 10件           | 川口バラバラ殺人事件（1999年）         | 第一審では「被害者は1人で、衝動的な犯行である」として無期懲役が言い渡されたが、控訴審では犯罪性向の強さ、犯行の残忍さが重視され、死刑が言い渡された。弁護人が上告したが、後に被告人が自ら取り下げたため死刑が確定。 | 1980年 - 2009年に判決が確定した事件のうち、この場合に該当する死刑求刑事件は計10件（殺人・強盗殺人とも各5件）あるが、すべて死刑が確定している。 |
| 無期懲役で仮釈放中の 殺人・強盗殺人           | 10件           | 宇都宮実弟殺害事件（2005年）           | 一・二審とも死刑判決を受け、上告取り下げにより確定。 | 1980年 - 2009年に判決が確定した事件のうち、この場合に該当する死刑求刑事件は計10件（殺人・強盗殺人とも各5件）あるが、すべて死刑が確定している。 |
| 当初から殺害を計画していた 強盗殺人           | 8件            | 東村山署警察官殺害事件（1976年）       | 政治家家族の誘拐に用いるための拳銃強取を企て、職務中の警察官を襲い殺害。同じ動機で強盗傷人を犯した前科（懲役7年）があった。 | |
| 当初から殺害を計画していた 強盗殺人           | 8件            | 北九州市病院長殺害事件（1979年）       | 2人による共犯事件（2人とも死刑確定）。 資産家として知られていた病院長に狙いをつけ、被害者をおびき出す方法、犯行の日時場所、被害者の家族を利用した金員の強奪方法、犯行の隠蔽（遺体の解体・運搬・遺棄など）方法について緻密に計画を練り上げ、周到な準備の上で実行した犯行。 被害者の医師を監禁して刺し、大量出血で苦しみ哀願するのを無視して15時間放置。2,000万円を要求しようとしたが失敗し、被害者を殺害した上で死体をバラバラにして海に投棄した。動機は経営上の借金・遊興が原因で、遺体の一部未発見に乗じ、さらに金員を得ようとしていた。 | 被害者1人の殺人事件で複数被告人の死刑が確定した事例は、2009年時点で同事件（1988年4月の上告審判決により2被告人の死刑が確定）のみである。 |
| 当初から殺害を計画していた 強盗殺人           | 8件            | 闇サイト殺人事件（2007年）             | 犯人3人のうち1人（イニシャルKT）は第一審で死刑判決を受け、いったん控訴したが、自ら取り下げて死刑が確定した。 - KTと堀慶末に死刑を言い渡した名古屋地裁 (2009) は、計画性の高さやインターネットの闇サイトを悪用した犯行の特殊性を指摘し、「3人の刑事責任は同等であり、（自首によって事件解決に貢献した1人を除き）死刑が妥当」と結論づけた。 - しかしKT以外の被告人2人（堀と無期懲役判決を受けた被告人）が控訴したところ、名古屋高裁 (2011) は「第一審が指摘したように『逮捕が困難で模倣性が高い』とは言えず、他の強盗殺人などと比べて過度に強調して厳罰で臨むことは相当ではない」「2被告人の刑事責任は被害者の殺害を提案したKTより軽く、綿密な殺害計画もない。2人とも重い前科はなく、矯正可能性がある」として、2被告人に無期懲役判決を言い渡した。 | 共犯者の堀慶末は同事件で無期懲役が確定した後（2012年8月以降）、碧南市パチンコ店長夫婦殺害事件への関与が発覚して強盗殺人罪・同未遂罪（2人死亡・1人負傷）で起訴され、2019年に最高裁で死刑が確定した。 |
| 当初から殺害を計画していた 強盗殺人           | 8件            | 横浜中華料理店主射殺事件（2004年）     | 第一審判決は無期懲役だったが、控訴審で死刑となり、上告棄却判決により確定。 - 犯行の残虐さ、犯罪性向の強さ（多数の前科）、強い利欲的動機や計画性の高さに加え、強盗殺人未遂事件の被害者が重篤な後遺症を負った点などが重視された。 | 同事件の死刑確定は2011年であるため、司法研修所 (2012) の報告書には未記載。 |
| 当初から殺害を計画していた 身代金目的誘拐殺人 | 5件 （全10件） | 名古屋女子大生誘拐殺人事件（1980年）   | 殺害も含めて計画・準備していた。 | 司法研修所 (2012) は「身代金目的の誘拐殺人は、一般的に犯行の計画性が高いとされるが、特に被害者の殺害まで計画された場合は被害者の生命侵害の危険性が極めて高いため、生命軽視の度合いが大きいと考慮されていると思われる」と報告している。 一方、身代金目的の誘拐殺人（1人殺害）でも無期懲役が確定した事例もある（10件中5人）が、それらの事件はいずれも誘拐前から被害者の殺害を計画していた事案ではない。 - 司ちゃん誘拐殺人事件（1980年8月） - 甲府信金OL誘拐殺人事件（1993年） |
| 当初から殺害を計画していた 身代金目的誘拐殺人 | 5件 （全10件） | 日立女子中学生誘拐殺人事件（1978年）   | 被害者を誘拐する以前から殺害も含めて計画していたほか、被害者への準強姦未遂。 | 司法研修所 (2012) は「身代金目的の誘拐殺人は、一般的に犯行の計画性が高いとされるが、特に被害者の殺害まで計画された場合は被害者の生命侵害の危険性が極めて高いため、生命軽視の度合いが大きいと考慮されていると思われる」と報告している。 一方、身代金目的の誘拐殺人（1人殺害）でも無期懲役が確定した事例もある（10件中5人）が、それらの事件はいずれも誘拐前から被害者の殺害を計画していた事案ではない。 - 司ちゃん誘拐殺人事件（1980年8月） - 甲府信金OL誘拐殺人事件（1993年） |
| 当初から殺害を計画していた 身代金目的誘拐殺人 | 5件 （全10件） | 泰州くん誘拐殺人事件（1984年）         | 計画性は低かったが、誘拐から1時間半後に「足手まといになる」との理由で被害者（9歳男児）を殺害。控訴審では「被害者の誘拐を決意した後の被告人の行動に照らすと、まさに計画的犯行に比すべきものがあると思料される」と評価されている。 | 司法研修所 (2012) は「身代金目的の誘拐殺人は、一般的に犯行の計画性が高いとされるが、特に被害者の殺害まで計画された場合は被害者の生命侵害の危険性が極めて高いため、生命軽視の度合いが大きいと考慮されていると思われる」と報告している。 一方、身代金目的の誘拐殺人（1人殺害）でも無期懲役が確定した事例もある（10件中5人）が、それらの事件はいずれも誘拐前から被害者の殺害を計画していた事案ではない。 - 司ちゃん誘拐殺人事件（1980年8月） - 甲府信金OL誘拐殺人事件（1993年） |
| 当初から殺害を計画していた 身代金目的誘拐殺人 | 5件 （全10件） | 熊本大学生誘拐殺人事件（1987年）       | 殺害も含めて計画していたほか、殺害した被害者の恋人を12日間にわたって監禁し、集団で強姦した。共犯者3人は無期懲役（1人）および有期懲役刑（2人）を言い渡され、確定した。 | 司法研修所 (2012) は「身代金目的の誘拐殺人は、一般的に犯行の計画性が高いとされるが、特に被害者の殺害まで計画された場合は被害者の生命侵害の危険性が極めて高いため、生命軽視の度合いが大きいと考慮されていると思われる」と報告している。 一方、身代金目的の誘拐殺人（1人殺害）でも無期懲役が確定した事例もある（10件中5人）が、それらの事件はいずれも誘拐前から被害者の殺害を計画していた事案ではない。 - 司ちゃん誘拐殺人事件（1980年8月） - 甲府信金OL誘拐殺人事件（1993年） |
| わいせつ目的誘拐殺人                          | 3件            | 奈良小1女児殺害事件（2004年）          | 被害者女児（当時7歳）をわいせつ目的で誘拐し、犯行の発覚を恐れて殺害した。第一審で死刑判決が言い渡され、被告人の控訴取り下げにより確定。 - 加害者が女児に対する強制わいせつ致傷罪などの前科を有していた点、被害者を強姦後に殺害する意図を有していた点、被害者である幼女が性的被害に遭っている点、殺害後に遺体を傷つけた点などが重視された。 | 司法研修所 (2012) によれば、わいせつ・姦淫目的で誘拐した後の殺人は計10件あるが、いずれも一連の犯行に着手する前に被害者への殺意を抱いていた事例ではなく、10件中7件で無期懲役が確定している。 三島事件は殺害された被害者が1人で、利欲目的・高度な計画性を伴わない事件であるが、殺人前科を有さない被告人に死刑判決が言い渡された。これは極めて異例なケースとされる。 |
| わいせつ目的誘拐殺人                          | 3件            | 群馬女子高生誘拐殺人事件（2002年）     | 被害者（女子高生）を誘拐・強姦後に殺害し、被害者の両親に身代金を要求して受け取った。第一審判決は無期懲役だったが、控訴審で死刑となり、上告せず確定。 | 司法研修所 (2012) によれば、わいせつ・姦淫目的で誘拐した後の殺人は計10件あるが、いずれも一連の犯行に着手する前に被害者への殺意を抱いていた事例ではなく、10件中7件で無期懲役が確定している。 三島事件は殺害された被害者が1人で、利欲目的・高度な計画性を伴わない事件であるが、殺人前科を有さない被告人に死刑判決が言い渡された。これは極めて異例なケースとされる。 |
| わいせつ目的誘拐殺人                          | 3件            | 三島女子短大生焼殺事件（2002年）       | 被害者（女子短大生）を拉致・監禁して強姦した後、灯油をかけて焼き殺した。第一審判決は無期懲役だったが、控訴審で死刑となり、最高裁で上告棄却判決を受け死刑が確定。 | 司法研修所 (2012) によれば、わいせつ・姦淫目的で誘拐した後の殺人は計10件あるが、いずれも一連の犯行に着手する前に被害者への殺意を抱いていた事例ではなく、10件中7件で無期懲役が確定している。 三島事件は殺害された被害者が1人で、利欲目的・高度な計画性を伴わない事件であるが、殺人前科を有さない被告人に死刑判決が言い渡された。これは極めて異例なケースとされる。 |
| 生命保険金目的の殺人                          | 2件 （全7件）  | 日建土木保険金殺人事件（1976年）       | 自身が実権を握る会社の代表役員へ3億円の大型保険契約を掛け、その役員を殺害することで保険金を詐取することを計画した上で、Xら共犯者2人と共謀し、1976年7月 - 8月に役員を川・ダムへ連れ出して殺害しようとしたが、危険を察知され身を隠されたため失敗した。 その後、Xおよび自分の親分（暴力団連合会会長）らと共謀し、同年9月に役員を自動車で轢き殺そうとしたが失敗したため、1977年1月にXや兄弟分の暴力団幹部らと共謀し、別の役員に同様の保険を掛けた上で自動車内にて絞殺し、遺体を遺棄した。そして翌2月 - 3月にかけ、その役員が他人に殺害されたかのように装って保険金を詐取しようとしたが、保険会社が不審を抱いたため未遂に終わった。 死刑判決を受け確定した被告人は同事件の首謀者とされたほか、保険金殺人の既遂1件以外に未遂2件も認定されている。 同事件ではほかにもう1人の加害者が一・二審で死刑判決を受けたが、この共犯者は最高裁で死刑判決を破棄（自判）され、無期懲役判決を受け確定している。 | 被害者1人の保険金殺人で無期懲役が確定した5事件はすべて共犯事件で、いずれも共犯者間の役割の違いや、利得が得られなかったことなどが考慮された。 計画的な保険金殺人で、かつ被告人に殺人前科がある場合でも「共犯者との量刑不均衡」を理由に死刑が回避され、無期懲役が言い渡された事例（熊谷養鶏場宿舎放火殺人事件：1989年）がある。 |

高度な計画性を伴わないが、殺人前科が重視された事例
- 熊本主婦殺人事件（1979年） - 農作業中の女性を強姦目的で襲い、鋭利な刃物で刺殺[167]。周到な計画なし[112]。第一審判決は無期懲役だったが、控訴審では犯行態様の残酷さ、無反省な態度などが考慮され、死刑を宣告された[112]。少年時に女性を狙った同種の強盗殺人を起こして[112]懲役5年以上10年以下に処された前科があり、刑の執行終了から3か月後に本件殺人を再犯したため、その前科の存在が量刑選択に相当影響したとされる[113]。
- 名古屋市中区栄スナックバー経営者殺害事件（2002年） - 第一審判決は無期懲役[114]。殺人罪で懲役15年の刑に処されたほか、詐欺・窃盗などで多数（20件以上）の前科があり[114]、出所直後に金に困って被害者（スナック経営者）を絞殺。計画性は低いが、過去に起こした殺人事件と類似した経緯・手口の犯行である点が重視された。また、殺害後にわいせつ目的に見せかける偽装工作を行った[114]。

無期懲役刑に処された前科はないが、高度な計画性が重視された事例
- JT女性社員逆恨み殺人事件（1997年 / 殺人罪など） - 加害者（殺人前科あり）は1989年に強姦致傷罪で逮捕・起訴され実刑判決を受けたが、同事件の被害者女性を逆恨みし、出所後に被害者を刺殺した[168]（お礼参り）[169]。第一審判決は無期懲役だったが控訴審で死刑となり、最高裁で上告棄却判決を受け確定[170]。
  - 無期懲役を言い渡した第一審判決 (1999) は「殺人の動機は個人的な恨みで利欲的ではなく、周到な計画に基づく犯行とは言えない」「被告人は公判で謝罪の気持ちを口にしており、人間性の一端が認められる」などの事情を挙げ、「被害者が1人の事件であり、極刑がやむを得ない事件とまではいえない」と判断したが[171]、死刑を言い渡した控訴審判決 (2000) は「動機は個人的な恨みだが、通常みられる人間関係の軋轢・もつれなどのような、被告人側にも同情すべき点がある事案とは全く異なり、自身の犯罪行為を被害者に届け出られたことを逆恨みした極めて理不尽かつ身勝手なもので、動機の悪質性は保険金・身代金目的の殺人と変わらない」「服役中から殺害計画を立て、出所直後から被害者の居所を探して計画通りに準備を進め、周到な用意の末に実行した犯行であり、極めて計画性が高い」などの事情を挙げ、「被害者が1人でも死刑がやむを得ない場合はあり、今回はそれに該当する」と判断している[172]。
- 岡山元同僚女性バラバラ殺人事件（2011年 / 強盗殺人罪・強盗強姦罪・死体損壊罪・死体遺棄罪） - 元同僚の女性から現金・バッグなどを奪い、女性を強姦・刺殺して遺体を切断・遺棄した[173]。
  - 第一審・岡山地裁（裁判員裁判）は2013年2月14日に「事件前から被害者女性を強姦して欲望を満たし、証拠隠滅のため殺害して遺体を処理することまで考えていた。その上で現場を下見し、ナイフ・手錠も用意した計画性の高い犯行だ」[173]「殺害された被害者は1人だが、性的欲求を満たすためという動機は極めて自己中心的で、犯行は残虐。被告人の犯罪的傾向は否定できず、前科がない点を考慮することは相当ではない。被害者への性的被害を伴っており、結果は重大だ」と指摘し、裁判員裁判では1人殺害かつ初犯の被告人に対し初めて死刑判決を言い渡した[174]。判決後に弁護人が控訴したが[173]、被告人が自ら取り下げたため死刑が確定[175]。

その他
地下鉄サリン事件（オウム真理教事件）の実行犯のうち1人である横山真人は、自身がサリンを散布した車両では1人の死者も出さなかったが、サリン散布計画の内容全体を熟知し関与したことが重視され、地下鉄サリン事件全体（12人殺害）の関与者の一人として殺人罪を適用され、死刑が確定している。
また、司法研修所 (2012) は「死亡被害者が1名の殺人事件で死刑が選択された」事例の1つとして、勝田清孝事件（死刑の主文2個の事例：事件全体の死者は8人）を挙げているが、これは加害者（勝田清孝）が被害者7名の強盗殺人（甲事件：1972年 - 1980年）を犯した後、1980年に別の窃盗事件を起こして検挙され、翌1981年に有罪判決が確定。その確定判決後（1982年）に被害者1名の殺人事件（乙事件：警察庁広域重要指定113号事件）を犯して検挙され、それまで未解決だった甲事件も含めて起訴された結果、甲・乙両事件ともに死刑を宣告された事例である。

### 最高裁の見解

#### 1999年
1990年代に入ると（特に殺害された被害者が1人の事件について）裁判所が死刑を回避する傾向が顕著になり、検察内部でも「死刑はよほどの事件でなければ出ない」という空気が漂うようになっていた。
そのような中で検察当局は1997年 - 1998年にかけ、「近年の裁判所の量刑は軽すぎ、国民感情からかけ離れている」として、控訴審で無期懲役とされた強盗殺人事件の5被告人について死刑を求め上告した（連続上告）。このうち、国立市主婦殺害事件（1992年10月に東京都国立市で発生）の刑事裁判では、強盗強姦・強盗殺人・窃盗の罪に問われた被告人について、東京高検が「死刑を適用すべきで、無期懲役は著しく正義に反する」として、被害者が1人で被告人に殺人前科がない死刑求刑事件としては初となる上告に踏み切ったが、最高裁第二小法廷（福田博裁判長）は1999年（平成11年）11月29日に無期懲役判決を支持して高検の上告を棄却する判決を言い渡した。同小法廷は同判決において、死刑回避の判断を是認した理由として「強盗強姦は計画的犯行だが、殺人は計画的な犯行ではない。被告人の前科・余罪を見ると性欲・金銭欲に基づく犯罪への親近性が顕著だが、他人の殺害や重大な傷害を目的とした犯行はこれまでにない」と指摘したが、一方で「殺害された被害者が1名の事案においても、諸般の情状を考慮して極刑がやむを得ないと認められる場合があることはいうまでもない」と判示している。
同時期に検察が上告した3事件についても上告棄却の判断が出されたが、1件（福山市独居老婦人殺害事件：無期懲役囚の仮釈放中の再犯事件）だけは検察の上告が容れられ、同年12月に第二小法廷が「死刑を選択するほかない」として原判決を破棄し、審理を広島高裁へ差し戻す判決を言い渡した。死刑を求めた検察の上告が認容され、破棄差し戻しとなった事例は本事件（永山事件）以来で、同事件は2007年に死刑が確定した。最高検察庁刑事部長として「連続上告」を決断した堀口勝正は、後に『読売新聞』社会部記者からの取材に対し「仮釈放中の再犯事件は国家による殺人と同じで、『福山事件のような犯罪を再び無期懲役にすることを許せば、国民の治安への信頼が地に落ちる』と危惧した。当時は寛刑化・死刑回避の傾向が非常に強く、死刑適用に慎重な流れが裁判官の判断を抑圧していた上、検察内部でもあきらめのような空気があったが、連続上告により極刑に慎重な流れを取り払うことができた」と述べている。

#### 2015年
また裁判員制度（2009年導入）施行後、殺害された被害者が1人である2事件で、過去に無期懲役に処された前科を有さない被告人2人にそれぞれ死刑判決が言い渡されたが、両事件とも控訴審・東京高裁（村瀬均裁判長）が原判決を破棄し、無期懲役を言い渡した（松戸女子大生殺害放火事件など2事件）。
この2事件については、いずれも東京高検が死刑適用を求めて上告し、被告人側も量刑不当や事実誤認を主張し上告していたが、最高裁第二小法廷（千葉勝美裁判長 / 鬼丸かおる・山本庸幸両陪席裁判官）は2015年2月3日付でいずれの事件も控訴審判決を支持し、検察官・被告人側双方の上告を棄却する決定を出した。この際、同小法廷は両事件の決定で「死刑は被告人の生命を奪う究極の刑罰で、慎重に検討し、どうしてもやむを得ないという根拠を具体的に示す必要がある。過去の判例との詳細な比較は無意味だが、不公平にならないよう十分配慮しなくてはいけない」と判断したが、裁判長を務めた千葉は補足意見にて以下のように述べている。
『産経新聞』（産業経済新聞社）は同月7日付の記事で2事件の決定について言及し「死刑は究極の刑罰であり、慎重な判断が求められるのは当然だが、裁判員制度は国民を司法に参加させ、その日常感覚・常識を判決に反映させることを目的に導入された。制度の趣旨を生かすためには、先例が現状に即しているかについても議論すべきだろう」「（今回は）裁判員が苦慮を重ねて出した死刑の結論が、過去の集積結果から逸脱した（ことになる）。『国民感覚や常識』と『先例の傾向』が乖離しているなら、その理由・背景について分析・議論することも必要ではないか」と指摘している。

## 少年犯罪について
前述の最高裁判所調査官・稲田は死刑と無期懲役の量刑の境界の調査に加え、過去の重大な少年事件における死刑や無期懲役の適用事例についても検討したが、その結果「19歳以上の年長少年が犯した強盗殺人事件で複数の被害者が存在する場合、死刑確定が11人、無期懲役が4人。被害者の数が3人の場合はすべて死刑が適用されている」と結論付けている。
「永山基準」が示された本判決以降に発生した少年事件（死刑求刑事件）の刑事裁判では以下のような結果が出ており、天白郁也 (2013) は「少年事件においては殺害された被害者の数に加え、殺害の計画性・被告人の更生可能性が重要視されている」と結論付けている。太字は死刑確定事件。
- 名古屋アベック殺人事件（1988年発生・死者2人 / 2人への殺人罪）[198] - 第一審（名古屋地裁・1989年）で主犯格の少年A（当時19歳）に死刑判決が言い渡されたが、控訴審（名古屋高裁・1996年）で原判決破棄・無期懲役判決が言い渡された（1997年に確定）[199]。
  - 第一審判決は、Aとともに殺害行為を実行した少年B（当時17歳）に対しても死刑を選択したが、Bは当時18歳未満の少年だったため、少年法の規定[注 73]により無期懲役が適用された（第一審で確定）[200]。
- 市川一家4人殺害事件（1992年発生・死者4人 / 3人への強盗殺人罪・1人への殺人罪）[201] - 第一審（千葉地裁・1994年）で死刑判決が言い渡され、控訴審（東京高裁・1996年）および上告審（2001年）でも一貫して死刑が支持され確定。2017年に死刑が執行されたが、犯行時少年だった被告人への死刑確定・および少年死刑囚への死刑執行は永山以来20年ぶりだった[202]。
  - 悪質な犯行の客観的側面（殺害された被害者が4人である点・単独犯である点など）に加え、主観的側面（被告人が同事件以前にも多数の粗暴な犯罪を重ねており犯罪傾向が見られる点など）が重視された[203]。
- 大阪・愛知・岐阜連続リンチ殺人事件（1994年発生・死者4人 / 2人への殺人罪・2人への強盗殺人罪）[204] - 第一審（名古屋地裁・2001年）では被害者4人のうち1人については傷害致死罪が認定され、死刑を求刑された3被告人のうち1人を死刑、2人を無期懲役とする判決が言い渡された[204]。しかし控訴審（名古屋高裁・2005年）では被害者4人全員への殺人罪・強盗殺人罪成立が認定され、3被告人全員に死刑判決が言い渡された[205]。2011年に上告審でも控訴審判決が支持され、3被告人の死刑が確定した[206]。
- 光市母子殺害事件（1999年発生・死者2人 / 2人への殺人罪）[207] - 第一審（山口地裁・2000年）および控訴審（広島高裁・2002年）では無期懲役判決が言い渡されたが、検察が上告したところ、最高裁は2006年に「（事件当時の被告人の）年齢は死刑回避の決定的な事情とはいえない」として控訴審判決を破棄し、審理を広島高裁に差し戻す判決を言い渡した[208]。その後、差し戻し後の控訴審（広島高裁・2008年）では死刑が言い渡され、2012年に弁護側の上告が棄却されたことで死刑が確定[208]。本判決以降、殺害された被害者数が2人の少年事件としては初めて死刑が確定した事例[207]。
- 石巻3人殺傷事件（2010年発生・死者2人 / 2人への殺人罪） - 裁判員制度施行（2009年）以降、少年犯罪における死刑判決宣告・確定は初の事例[209]。第一審（仙台地裁・2010年）で死刑判決が言い渡され、控訴審（仙台高裁・2014年）[210]および上告審（2016年）でも一貫して死刑が支持され確定[209]。
  - 光市事件の差し戻し判決（2006年）以降に発生した事件で、犯行当初から被害者の殺害を計画していた点が重視された[211]。

- 甲府市殺人放火事件（2021年発生・死者2人 / 2人への殺人罪・1人への殺人未遂罪） - 2022年の少年法改正以降の「特定少年」として初めて起訴・実名報道された[212][213]。さらに第一審（甲府地裁・2024年）で死刑判決を宣告され、控訴を取り下げたことで確定した[214][215]。控訴取り下げによって確定した少年死刑囚は本判決以降初であり、また「特定少年」の被告人に対する死刑求刑・判決・確定は、いずれも初である[216][217][218]。